# Tales from Wyoming
Tales from Wyoming è il sesto album in studio del gruppo musicale statunitense Teenage Bottlerocket, pubblicato nel 2015.

## Tracce
1. In My Head – 1:34
2. I Found The One – 2:17
3. Nothing Else Matters (When I'm With You) – 3:19
4. They Call Me Steve – 2:20
5. Dead Saturday – 2:35
6. Cockroach Strikes Again – 3:58
7. Been Too Long – 3:12
8. Too much La Collina – 2:08
9. Can't Quit You – 2:22
10. Haunted House – 2:32
11. Bullshit – 1:31
12. I Wanna Die – 1:55
13. TV Set – 2:09
14. First Time – 3:36

## Formazione
- Ray Carlisle – chitarra, voce
- Kody Templeman – chitarra, voce
- Miguel Chen – basso
- Brandon Carlisle – batteria